# Lista de deputados estaduais do Espírito Santo da 5.ª legislatura
Esta é a lista de deputados estaduais do Espírito Santo para a legislatura 1963–1967. Nas eleições, foram eleitos 32 deputados estaduais.

## Composição das bancadas
| Partido | Líder         | Bancada | Posição  |
| ------- | ------------- | ------- | -------- |
| PSD     | Dylio Penedo  | 13 / 43 | Oposição |
| PTB     | Mário Gurgel  | 10 / 43 | Governo  |
| PSP     | Hélio Manhães | 9 / 43  | Governo  |
| UDN     | Moacir Dalla  | 7 / 43  | Governo  |
| PRP     | Lúcio Merçon  | 3 / 43  | Governo  |
| PDC     | Walter Bersau | 1 / 43  | Governo  |

## Deputados Estaduais
Estavam em jogo 43 cadeiras da Assembleia Legislativa do Espírito Santo.
| Número | Deputados estaduais eleitos      | Partido | Votação | Percentual | Cidade onde nasceu      | Unidade federativa |
| 46799  | Joaquim Alves de Souza           | PSP     | 3.877   | 1,76%      | Sumaré                  | São Paulo          |
| 41576  | Dylio Penedo                     | PSD     | 3.686   | 1,67%      | Cachoeiro de Itapemirim | Espírito Santo     |
| 41665  | Pedro Leal                       | PSD     | 3.668   | 1,66%      | Vila Velha              | Espírito Santo     |
| 41878  | José Parente Frota               | PSD     | 3.504   | 1,59%      | Sobral                  | Ceará              |
| 22983  | Vicente Silveira                 | UDN     | 3.299   | 1,49%      | Cachoeiro de Itapemirim | Espírito Santo     |
| 41403  | Tufy Nader                       | PSD     | 3.139   | 1,42%      | Vila Velha              | Espírito Santo     |
| 41473  | Celso Francisco Borges           | PSD     | 3.132   | 1,42%      | Ponto Belo              | Espírito Santo     |
| 22705  | Sebastião Cipriano do Nascimento | UDN     | 3.096   | 1,40%      | Brejetuba               | Espírito Santo     |
| 46933  | Emir de Macedo Gomes             | PSP     | 3.068   | 1,39%      | Remanso                 | Bahia              |
| 41483  | Verdeval Ferreira da Silva       | PSD     | 2.931   | 1,33%      | Vitória                 | Espírito Santo     |
| 41260  | Cristiano Dias Lopes             | PSD     | 2.804   | 1,27%      | Bom Jesus do Norte      | Espírito Santo     |
| 41288  | Mikeil Chequer                   | PSD     | 2.751   | 1,24%      | Manhuaçu                | Minas Gerais       |
| 41913  | Francisco Schwartz               | PSD     | 2.736   | 1,24%      | Santa Leopoldina        | Espírito Santo     |
| 41261  | Alcino Santos                    | PSD     | 2.728   | 1,23%      | São Mateus              | Espírito Santo     |
| 14253  | Luiz Batista                     | PTB     | 2.622   | 1,19%      | Ibiraçu                 | Espírito Santo     |
| 22413  | Moacir Dalla                     | UDN     | 2.555   | 1,15%      | Colatina                | Espírito Santo     |
| 14283  | Antônio Ferreira de Carvalho     | PTB     | 2.529   | 1,14%      | Alto Rio Novo           | Espírito Santo     |
| 14212  | Antônio Jacques Soares           | PTB     | 2.517   | 1,14%      | Itapemirim              | Espírito Santo     |
| 44426  | Jamil de Castro Zonaim           | PRP     | 2.497   | 1,13%      | Baixo Guandu            | Espírito Santo     |
| 41297  | Darcy de Paula Gaigher           | PSD     | 2.485   | 1,12%      | Alfredo Chaves          | Espírito Santo     |
| 41637  | Oscar de Almeida Gama            | PSD     | 2.358   | 1,07%      | Alegre                  | Espírito Santo     |
| 41409  | Jeová Miranda Ferreira           | PSD     | 2.324   | 1,05%      | Cariacica               | Espírito Santo     |
| 14974  | Mário Gurgel                     | PTB     | 2.288   | 1,03%      | Porto Velho             | Rondônia           |
| 46558  | Hélio Manhães                    | PSP     | 2.253   | 1,02%      | Cariacica               | Espírito Santo     |
| 44712  | Lúcio Merçon                     | PRP     | 2.216   | 1,00%      | Muniz Freire            | Espírito Santo     |
| 46346  | Roberto Vivacqua Vieira          | PSP     | 2.177   | 0,98%      | Muniz Freire            | Espírito Santo     |
| 14931  | Eli Junqueira                    | PTB     | 2.159   | 0,98%      | Ecoporanga              | Espírito Santo     |
| 14480  | Antônio Alves Duarte             | PTB     | 2.154   | 0,97%      | Apiacá                  | Espírito Santo     |
| 46771  | Harry Freitas Barcelos           | PSP     | 2.153   | 0,97%      | Marataízes              | Espírito Santo     |
| 22603  | Hélsio Cordeiro                  | UDN     | 2.146   | 0,97%      | Cachoeiro de Itapemirim | Espírito Santo     |
| 14735  | José Teixeira Guimarães          | PTB     | 2.128   | 0,96%      | Santa Bárbara           | Minas Gerais       |
| 14304  | Adalberto Nader                  | PTB     | 2.122   | 0,96%      | Vitória                 | Espírito Santo     |
| 22764  | Feu Rosa                         | UDN     | 2.122   | 0,96%      | Vitória                 | Espírito Santo     |
| 46499  | Vicente Amaro da Silva           | PSP     | 2.035   | 0,92%      | Barra de São Francisco  | Espírito Santo     |
| 22214  | Pedro Juvenal Machado Ramos      | UDN     | 2.027   | 0,92%      | Dores do Rio Preto      | Espírito Santo     |
| 22527  | Setembrino Pelissari             | UDN     | 1.993   | 0,90%      | Ibiraçu                 | Espírito Santo     |
| 46626  | Isaac Lopes Rubim                | PSP     | 1.983   | 0,90%      | Alegre                  | Espírito Santo     |
| 14639  | Mário Vieira Bicalho             | PTB     | 1.954   | 0,88%      | Mucurici                | Espírito Santo     |
| 14958  | Renato de Araújo Maier           | PTB     | 1.934   | 0,87%      | Divino de São Lourenço  | Espírito Santo     |
| 46837  | Geraldo Vargas Nogueira          | PSP     | 1.821   | 0,82%      | Colatina                | Espírito Santo     |
| 44368  | Henrique Del Caro                | PRP     | 1.783   | 0,80%      | Vitória                 | Espírito Santo     |
| 46481  | José Moraes                      | PSP     | 1.716   | 0,77%      | Alegre                  | Espírito Santo     |
| 17980  | Walter Bersan                    | PDC     | 1.590   | 0,72%      | Itapemirim              | Espírito Santo     |